# Kasztanka

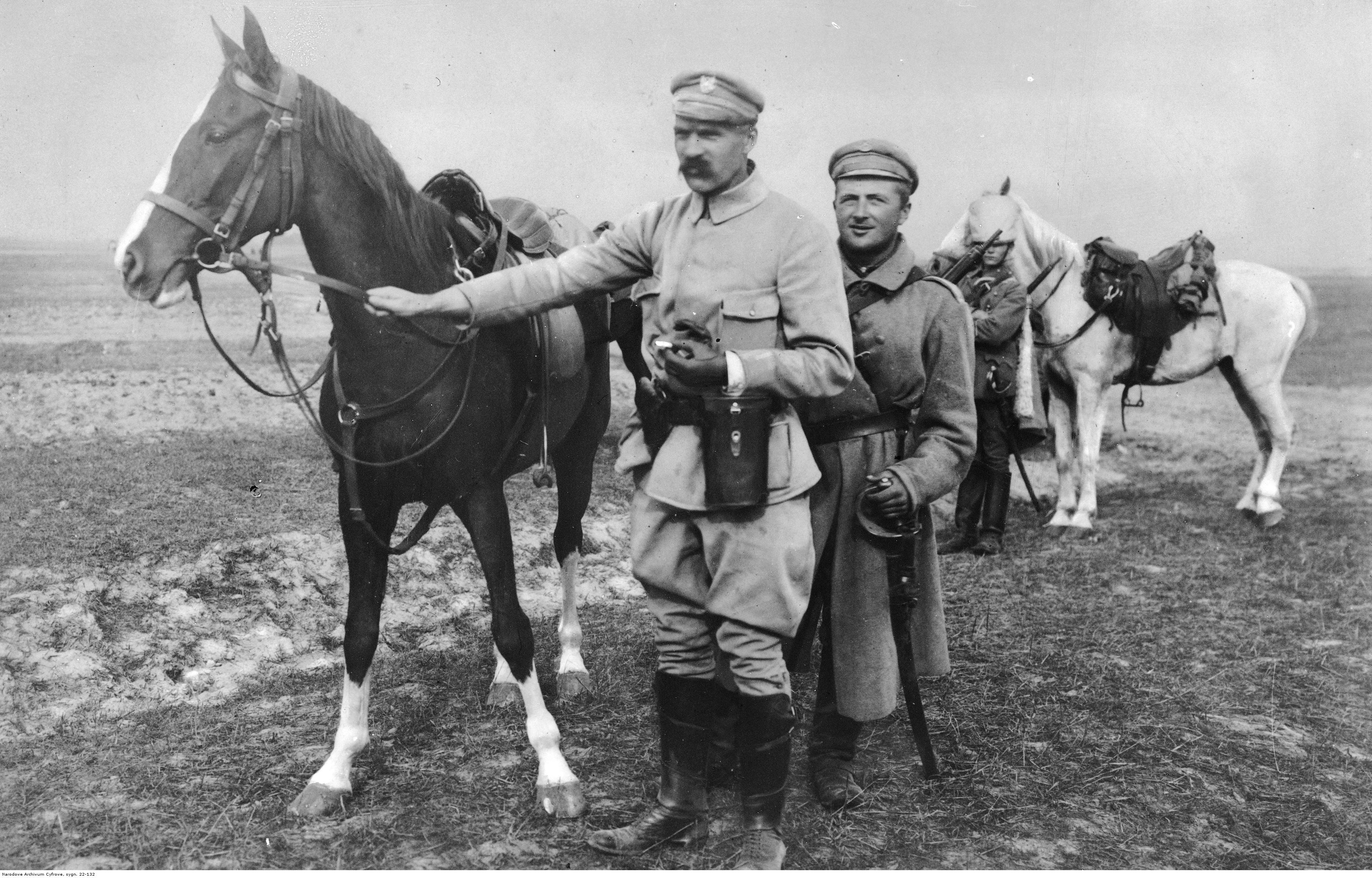
Józef Piłsudski z Kasztanką

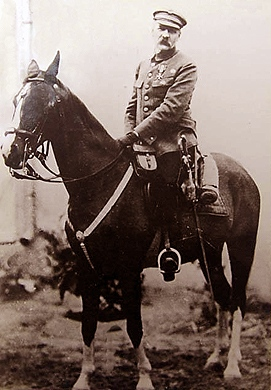
Józef Piłsudski na Kasztance

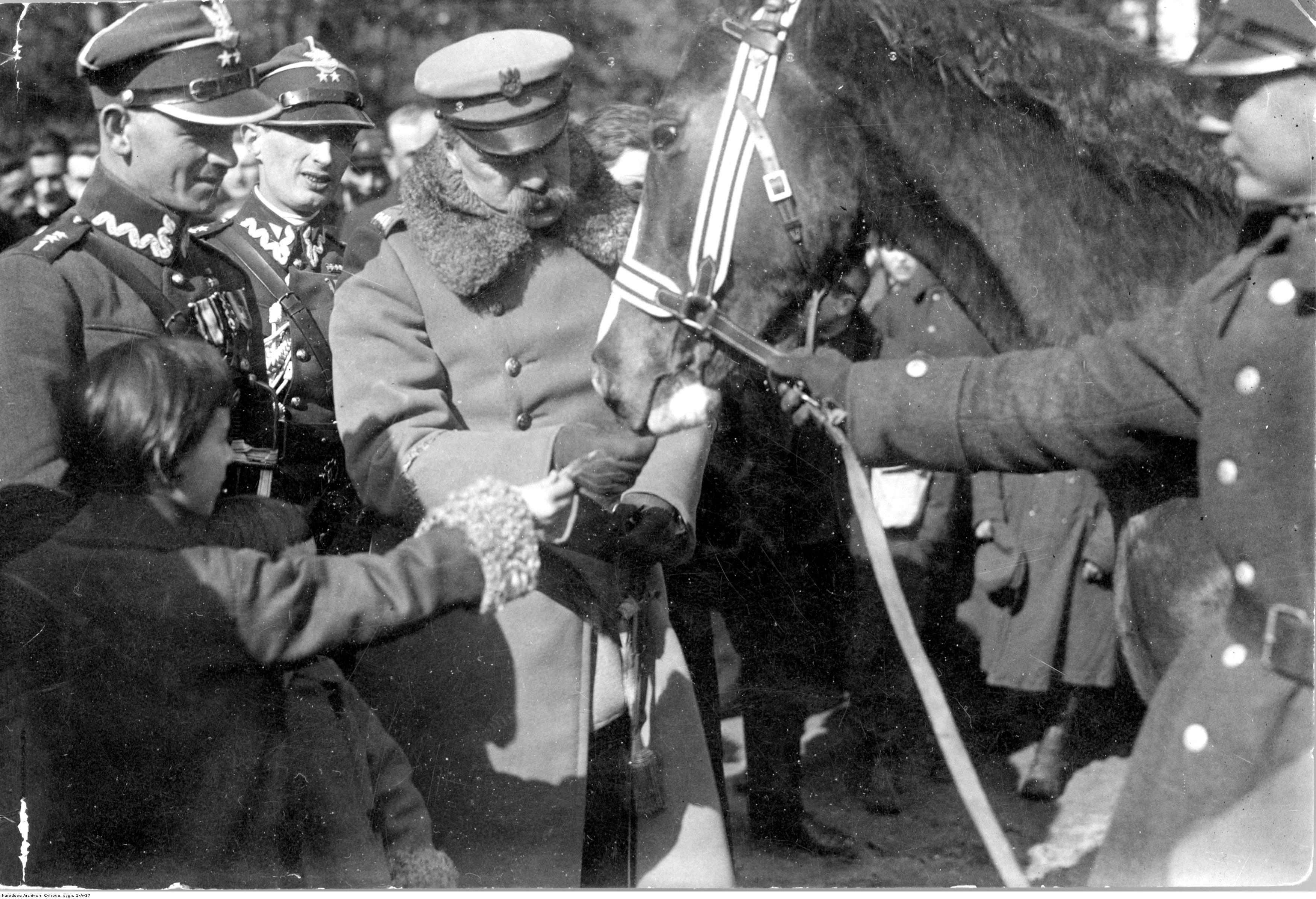
Józef Piłsudski karmiący Kasztankę w towarzystwie córek i swych adiutantów

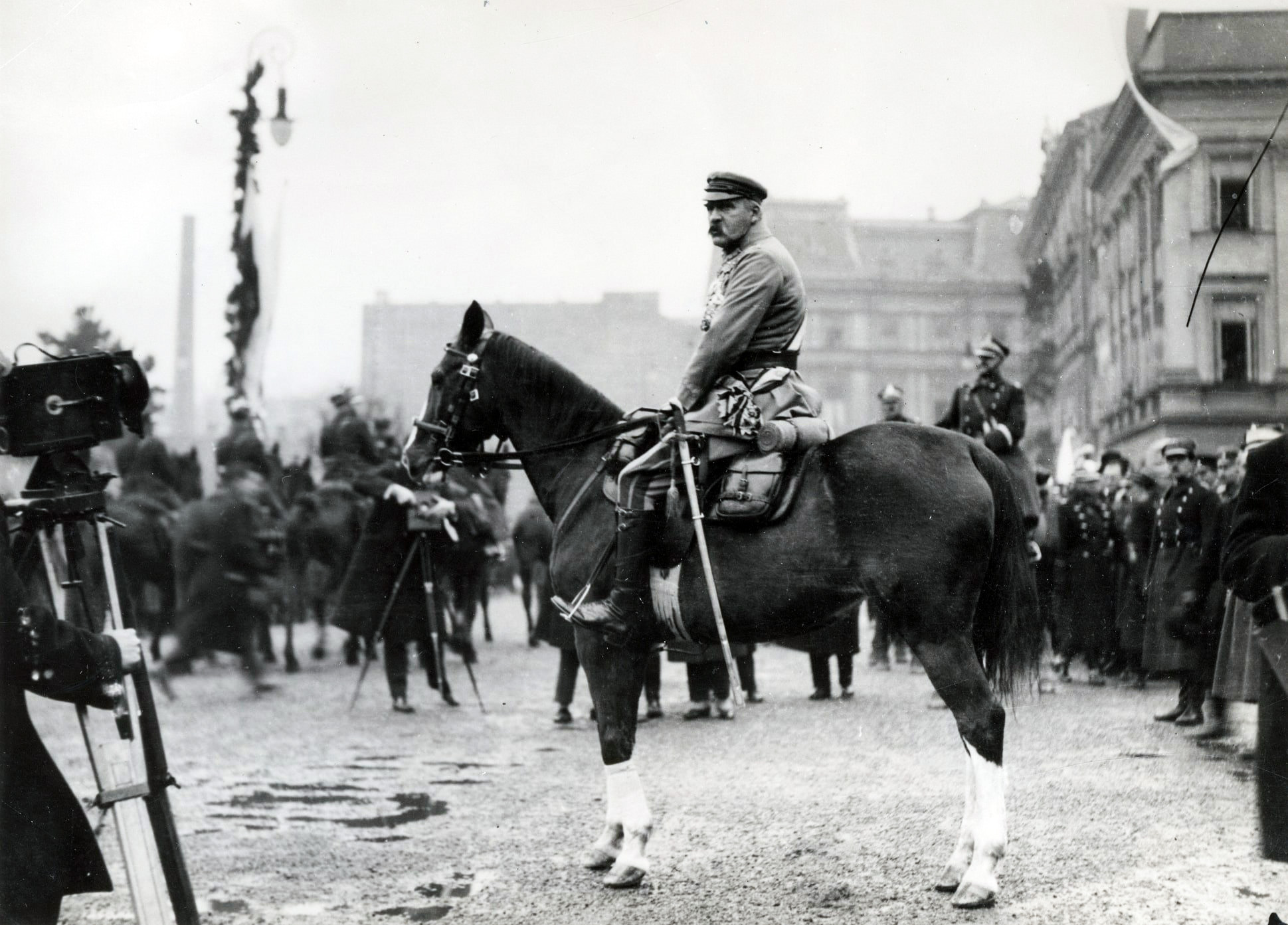
Józef Piłsudski na Kasztance przyjmuje defiladę Wojska Polskiego na placu Saskim 11.XI.1926

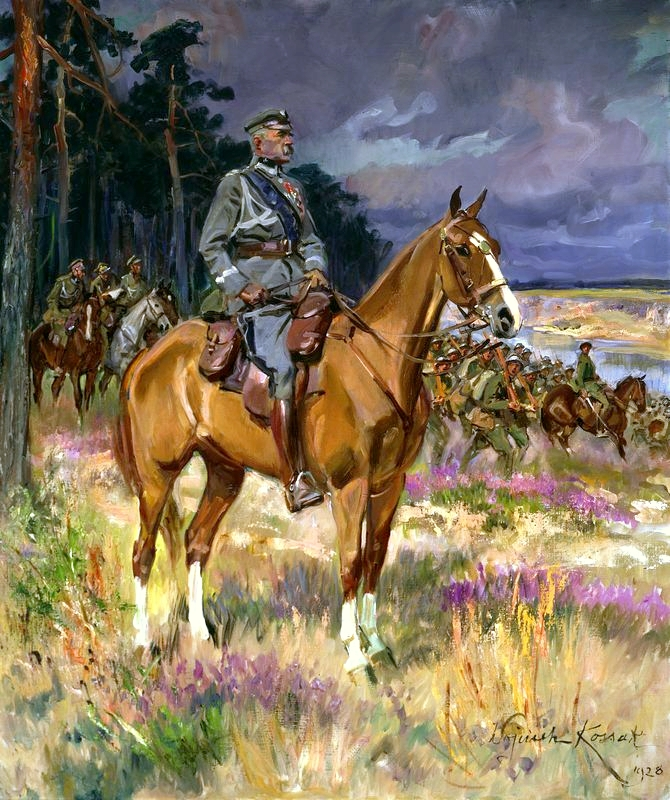
Obraz Józef Piłsudski na Kasztance, mal. Wojciech Kossak

Kasztanka (ex Fantazja, ur. w 1909 lub 1910 w Czaplach Małych, zm. 23 listopada 1927 w Mińsku Mazowieckim) – klacz marszałka Józefa Piłsudskiego.

## Opis
Kasztanka była niewysoką (ok. 150 cm w kłębie), szlachetną klaczą o maści jasnokasztanowatej z białą łysiną i czterema nierówno ułożonymi białymi nadpęciami. Nerwowo reagowała na ogień artyleryjski. Odznaczała się przywiązaniem do Piłsudskiego i tylko jego uznawała. Nie została nauczona specjalnych chodów. Imię „Kasztanka” nadał klaczy sam Piłsudski.

## Życie
Kasztanka przyszła na świat w 1909 lub w 1910 r. w folwarku w Czaplach Małych hrabiego Eustachego Romera. Została podarowana przez właścicielkę – Marię z hr. Romerów zamężną Tytusową Duninową (córkę Eustachego hr. Romera) strzelcom I Brygady Legionów Polskich i trafiła na służbę do Komendanta Józefa Piłsudskiego. Po raz pierwszy dosiadł jej w sierpniu 1914 roku, na początku szlaku bojowego I Brygady Legionów Polskich.
Podczas wojny polsko-bolszewickiej Kasztanka nie pojawiała się już na froncie, a od 1922 była pod stałą opieką 7 Pułku Ułanów Lubelskich stacjonującego w Mińsku Mazowieckim. Stamtąd była przewożona do Sulejówka (w tym na obchody imienin Piłsudskiego) i do Warszawy na defilady i obchody państwowe. Po raz ostatni była dosiadana przez Piłsudskiego 11 listopada 1927 roku podczas defilady na Placu Saskim w Warszawie. Dziesięć dni po uroczystościach niepodległościowych została odtransportowana do Mińska Mazowieckiego. W trakcie transportu klacz była w wagonie sama, bez stajennego, doznała urazu wewnętrznego i mimo pomocy weterynaryjnej lekarza 7 Pułku Ułanów, Władysława Koepe, nie była w stanie podnieść się na mińskim dworcu. W nocy z 21 na 22 listopada pomocy udzielali jej pułkownicy lekarze weterynarii Józef Kulczycki i Konrad Millak. Kasztanka padła 23 listopada 1927 roku o piątej rano, dwa dni po przewiezieniu jej do koszar. Sekcja przeprowadzona przez płk. Kulczyckiego potwierdziła wcześniejszą diagnozę – pęknięcie dwóch ostatnich kręgów grzbietowych. Józef Piłsudski ciężko przeżył jej śmierć, uznał dowódcę 7 Pułku Ułanów, Zygmunta Piaseckiego, za winnego i nie chciał z nim rozmawiać.

## Źrebięta
W koszarach 7. Pułku Ułanów po ogierach państwowych Kasztanka urodziła dwa źrebięta. Informacje o stadzie, z którego pochodziły ogiery, nie zachowały się.
1. Niemen – siwy ogier, który chociaż odziedziczył po Kasztance urodę, to cechy psychiczne miał inne od klaczy – był uważany za leniwego. Miał zostać następcą Kasztanki w służbie Piłsudskiego, jednak do tego nie doszło.
2. Mera – klacz, urodzona 10 kwietnia 1925 roku. Imię nadał jej Józef Piłsudski na pamiątkę rzeki, przepływającej przez Zułów, gdzie się urodził. Miała maść kasztanowatą i była takiego samego wzrostu, jak Kasztanka. W 1930 r. Mera została "oficerskim koniem służbowym Pierwszego Marszałka Polski Józefa Piłsudskiego"[2].

## Upamiętnienie
Skóra Kasztanki po śmierci została zdjęta i wypchana przez płk. Millaka, który we wspomnieniach wskazał brak pożądanego efektu swojej pracy, zaś szczątki zostały pochowane obok klombu przed budynkiem dowództwa 7 Pułku Ułanów. W miejscu pochówku ustawiono głaz z napisem: Tu leży Kasztanka, ulubiona klacz bojowa Marszałka Piłsudskiego. Wypchana postać klaczy Kasztanki została tymczasowo umieszczona w Centrum Wyszkolenia Weterynaryjnego, a następnie w Muzeum Wojska Polskiego w Warszawie po jego przeniesieniu z Podwala do Muzeum Narodowego przy Alei 3 Maja. Od 1935 roku (śmierć Marszałka) do wybuchu drugiej wojny światowej znajdowała się w Belwederze.

W okresie drugiej wojny światowej wypchana skóra Kasztanki znajdowała się w magazynie Muzeum Wojska w Warszawie i nie była poddawana konserwacji, po 4 latach w wilgotnym, nieogrzewanym magazynie z wybitymi szybami skóra Kasztanki została poważnie uszkodzona przez mole, odpadło z niej też dużo sierści. We wrześniu 1945 marszałek Michał Rola-Żymierski przeprowadził inspekcję Muzeum Wojska Polskiego w towarzystwie dyrektora muzeum majora Szacherskiego i kilku pracowników muzeum. Marszałek zwiedził wszystkie pomieszczenia muzeum, także te nieprzystosowane do zwiedzania. Marszałek zauważył wypchaną Kasztankę, mimo że rotmistrz Pruszyński, pracownik muzeum i były legionista, próbował ratować sytuację, przedstawiając Kasztankę jako sprzęt służący do prezentacji końskiego rzędu. Żymierski, dawny oficer w Pierwszej Brygadzie Legionów Polskich, poznał Kasztankę: 

Poznaję to bydlę, już mnie raz kiedyś kopnęło, nie ma potrzeby tych szczątków przechowywać.

Skóra Kasztanki wobec jednoznacznej dyspozycji marszałka i braku możliwości jej odnowienia została usunięta ze zbiorów muzeum i spalona we wrześniu 1945, przed otwarciem muzeum.